# 니콘 Df
니콘 Df(Nikon Df)는 2013년 11월 5일 출시된 니콘의 디지털 SLR 카메라이다. 바디 단품 기준 US $2,746.95, 50mm F1.8 한정판 렌즈킷은 US $2,996.95에 출시되었다.
니콘 D4와 같은 CMOS를 채용하고 있으나 동영상 촬영은 지원하지 않는다. 라인업으로는 니콘 D800보다는 아래이며, 니콘 D600보다는 상위 기종이다.

## 레트로 스타일
니콘 Df는 단순히 복고풍 스타일의 카메라가 아닌, 과거에 생산되었던 non-Ai Nikkor 렌즈를 지원한다. 기존의 DSLR에서도 장착 및 사용은 가능하지만 개조가 필요하거나, 노출계가 작동하지 않는 등의 문제가 있었다. 반면에 Df는 1977년 이전에 발매된 수동렌즈들을 개조작업 없이 바로 장착해서 사용할 수 있으며, 렌즈의 초점거리와 조리개 연동으로 인한 노출 측정 등이 가능하다. 다만 Non-ai 렌즈 사용은 조리개 우선(A), 수동(M) 모드로 제한되며 자동 초점AF을 지원하지는 않는다.

## 갤러리

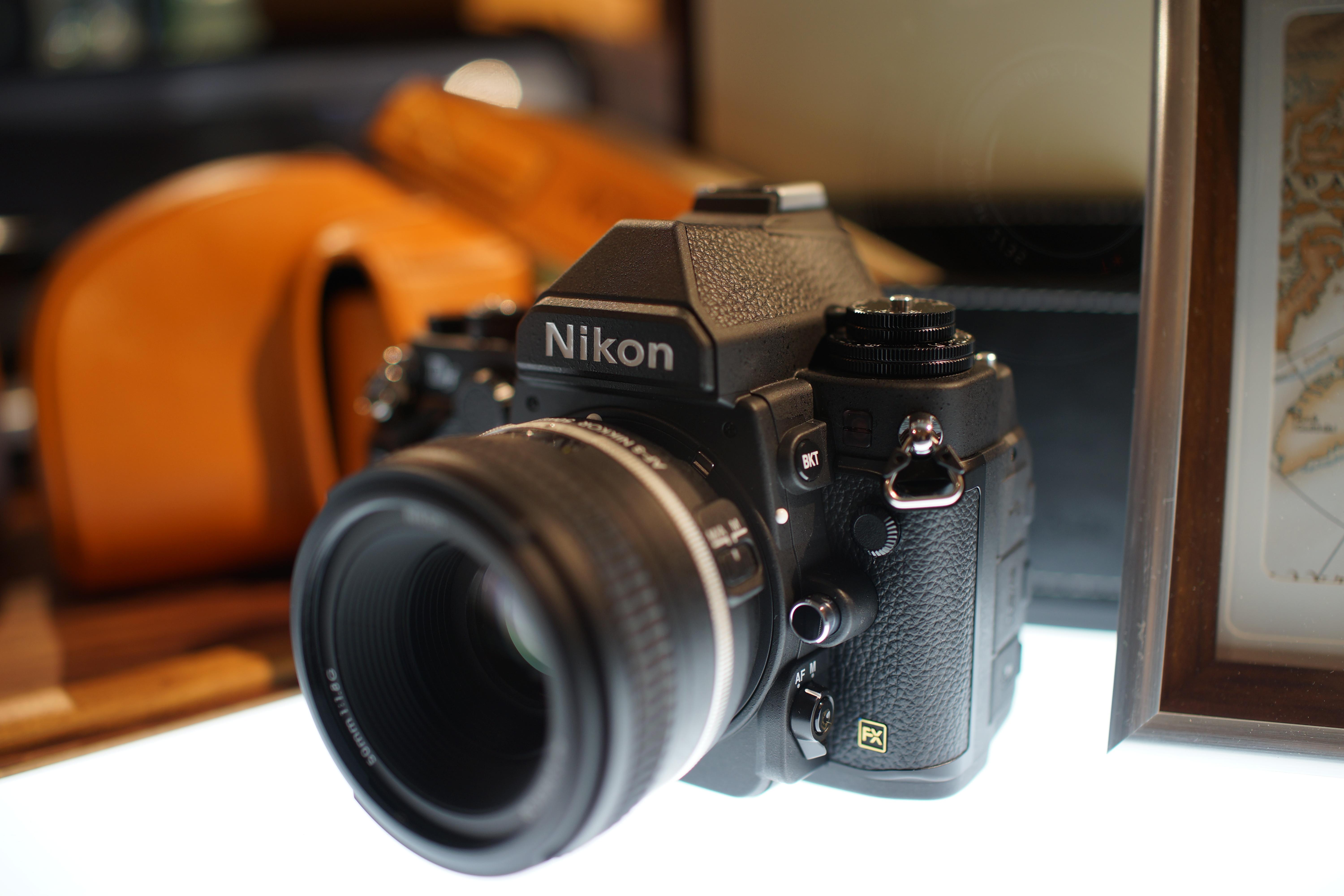
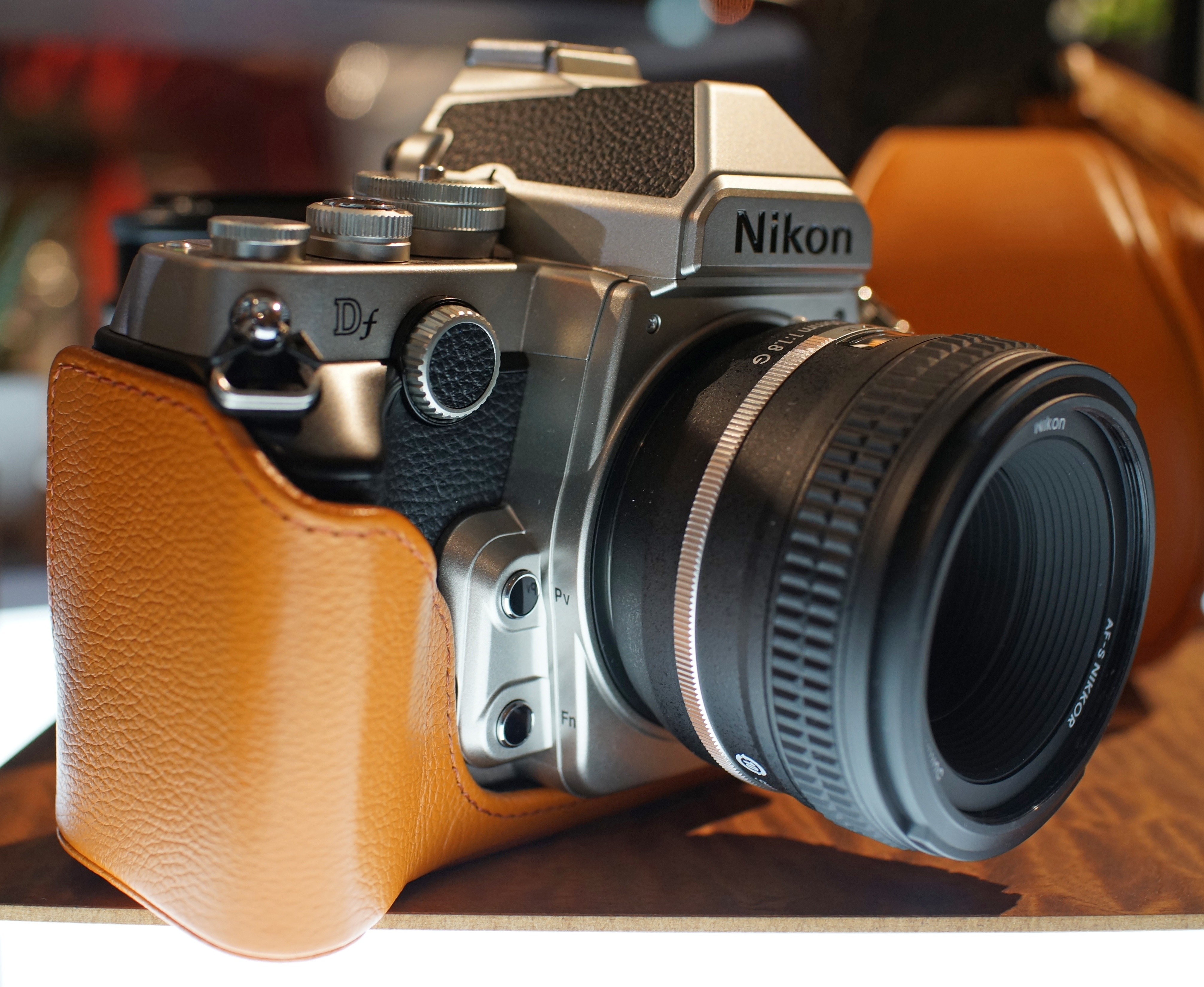

## 같이 보기
- 풀프레임 DSLR